# 香港造幣廠
香港造幣廠是十九世紀香港政府短暫設立的一間香港造幣廠，也是香港開埠至今唯一一間造幣廠。

## 历史
香港造幣廠由英國工程師托馬斯·威廉·金達（Thomas William Kinder）於1863-1868年間為總領。其兒子克勞德·威廉·金達（Claude William Kinder）即為中國首條營運鐵路唐胥鐵路的總工程師。
1866年，香港政府根據1864年第2款條例以40萬港元設立香港造幣廠，廠址位於銅鑼灣京士頓街與加寧街交界，並在5月7日上午11時開幕。在首一個月營運期間更免費代鎔5000安士以上的舊銀元鑄為新的通用銀圓，而其每年營運費則為7萬港元。當年10月2日英國核准香港造幣廠鑄造5仙、1毫、2毫、半圓及1元硬幣，次年1月20日由港督麥當奴宣布實行。
造幣廠落成後港币发行并不顺利，當時是一方面铸币厂管理能力不足，经常积压客户订单；另一方面港币成色不如華人常用的鷹洋，因此并不为市场所接受，铸造量连年下降。
後來，由於造幣廠虧蝕過鉅，在建成僅兩年後，終於在1868年6月關閉，據計關閉前共铸造20万元港币。之後造幣廠地皮/廠房及機器全數出售，分別由Jardine Matheson（即怡和洋行，獲得造幣廠原有土地）和日本人買入，只得12.5萬港元，不足填補累積虧蝕的34萬港元。
在香港造幣廠被關閉後，經過蘇格蘭商人湯瑪士·布雷克·哥拉巴（Thomas Blake Glover）穿針引線，造幣廠的負責人 Thomas William Kinder 以及他的團隊 Braga Vinete Emilio（香港出身的葡萄牙人）被日本政府高價聘請前往當地指導鑄造硬幣的工業，並通過參考香港造幣廠圖則和直接引入部份由香港造幣廠拆下的舊有機械器具，於後來建造出大阪造幣局。

## 外部連結
1. ↑  《中国货币史》第二版P783
2. 1 2  .   [2020-03-20]. （原始内容存档于2020-08-14）. （页面存档备份，存于）
3. ↑  《香港近代经济史 1840-1949》P133-135
4. ↑  ,   [2023-11-02], （原始内容存档于2023-11-02） （中文（中国大陆））